# Pacific Coast League
Pacific Coast League (PCL) är en professionell basebolliga. Den är en farmarliga till Major League Baseball (MLB), på den högsta nivån (Triple-A) inom Minor League Baseball (MiLB).
Ligan består av tio klubbar, vilka trots ligans namn inte bara ligger på USA:s västkust utan är utspridda över hela västra USA. Tidigare har ligan under många år haft klubbar i Kanada och även i östra USA.
Den mest framgångsrika klubben genom tiderna är San Francisco Seals med 14 ligatitlar.

## Historia
Pacific Coast League grundades den 29 december 1902 i San Francisco, och nästföljande år spelades den första säsongen. Innan dess fanns det andra ligor på USA:s västkust, som California League (inte att förväxla med den California League som varit verksam under det namnet 1941–1942 och sedan 1946) i söder och Pacific Northwest League i norr. Förslaget om en ny liga med klubbar både i norr och i söder kom från Henry Harris, en av klubbägarna i California League, men det mötte kraftigt motstånd från Pacific Northwest League. Harris var dock smart och bland annat hyrde han arenan i Seattle som klubben i Pacific Northwest League hade spelat i säsongen innan och skaffade fram en ny klubbägare där. Organisationen National Association of Professional Baseball Leagues (NAPBL), som i dag heter Minor League Baseball (MiLB), stöttade Pacific Northwest League i dess kamp mot den nya ligan. Som motdrag mot den nya ligans etablering i nordvästra USA etablerade sig Pacific Northwest League i Kalifornien sent inför 1903 års säsong, vilket ledde till ett medlingsförsök från NAPBL. Flera försök, både lyckade och misslyckade, gjordes av Pacific Northwest League att köpa över spelare från den nya Pacific Coast League. I Los Angeles försökte man stänga ute Pacific Coast League-klubben från dess hemmaarena, men det misslyckades.

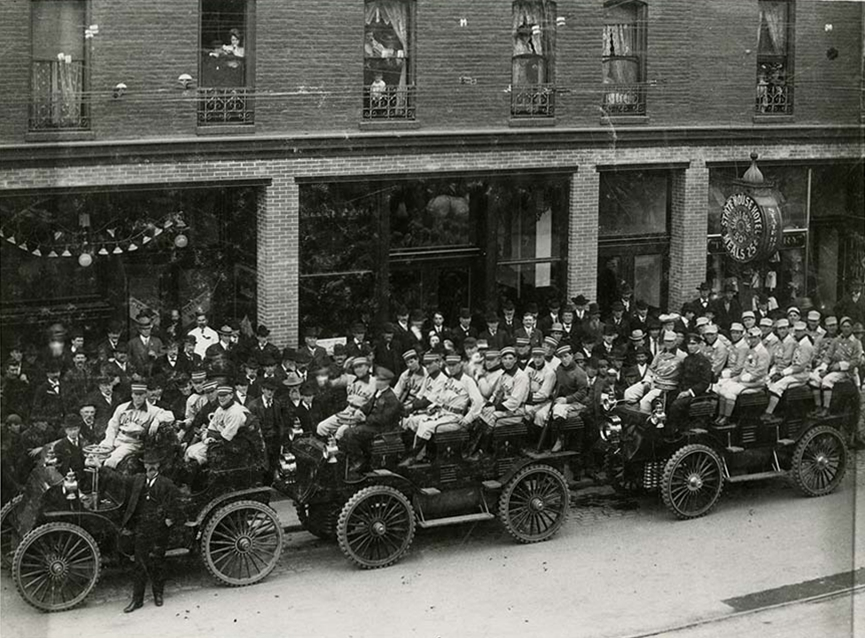
Oakland-spelare inför avfärd till arenan i Sacramento på första speldagen 1903.

Trots alla problem kom Pacific Coast League igång som planerat. Första säsongen bestod ligan av sex klubbar som var från San Francisco, Los Angeles, Sacramento, Oakland, Portland och Seattle. Man bestämde att första säsongen skulle börja i slutet av mars och hålla på till slutet av november, vilket innebar över 200 matcher per klubb. Man bestämde också att tillåta svartlistade spelare, vilket gjorde att man verkade som en "illegal" liga utanför NAPBL.
I augusti 1903 lades två klubbar i Pacific National League, som Pacific Northwest League hade bytt namn till, ned på grund av vikande publikintresse. Bara några dagar senare lades den ligans klubbar i Los Angeles och San Francisco ned av samma anledning. Därmed var kampen mellan de båda ligorna i praktiken över, även om Pacific National League spelade klart säsongen med de fyra klubbar som var kvar. Året efter gick Pacific Coast League med i NAPBL och klassades då som en liga på nivån A.
Det kunde gå vilt till i Pacific Coast League i början av ligans historia; det var något av Vilda Västern med slagsmål på planen, alkohol på läktarna och omfattande vadslagning. I oktober 1903 var det till exempel en spelare som slog ned en domare. Tidningen The San Francisco Examiner skrev:
| ” | The ball game at Recreation Park yesterday was a curtain raiser to a thrilling and sanguinary battle. Just as the last man popped out Umpire McDonald charged the Los Angeles bench, like a regiment of cavalry answering mess call. He had a mouthful of repartee to empty. He used some copyrighted figure of speech in regard to Wheeler. The Los Angeles second baseman suggested an unpleasant country as a permanent abode for McDonald and all others who plied the nefarious trade of umpiring. McDonald paused undecided whether to use a regulation baseball or a catcher's mask to wipe out the insult. As he pondered, Wheeler swung at his ear and landed a right cross on his olfactory organ. | „ |

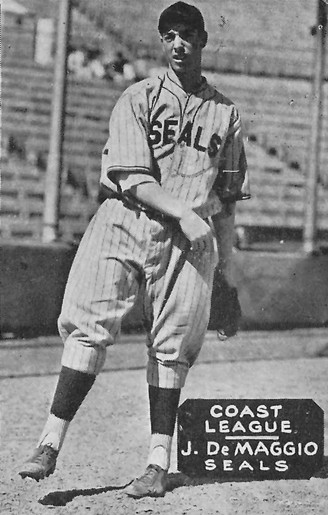
Ett basebollkort föreställande Joe DiMaggio när han spelade i Pacific Coast League 1932–1935.

Ligans första år präglades av långa säsonger, upp till 225 matcher, som varade från mars till december, och instabilitet i ligans struktur med många klubbar som flyttades. 1905 spelades för första gången ett slutspel efter grundserien (nästa slutspel dröjde till 1928). 1906 förstördes San Francisco av en jordbävning och efterföljande bränder, vilket ledde till att klubben där fick avbryta säsongen. Ligan uppgraderades 1912 till nivån Double-A i samband med att den nivån infördes som den nya högstanivån inom MiLB. 1918 avbröts säsongen för hela ligan på grund av första världskriget, men den startade igen 1919, då för första gången med åtta klubbar. Under 1920- och 1930-talen spelade framtida superstjärnor i MLB som Ted Williams, Joe DiMaggio och Tony Lazzeri i Pacific Coast League. Den höga nivån på spelet ledde till att ligan ibland kallades en tredje major league efter National League och American League. 1936 ändrade ligan slutspelsformat så att fyra klubbar i stället för två gick till slutspel, vilket hade varit fallet 1928–1931 och 1935. Slutspelet fick även ett namn, "Governor's Cup". Detta slutspelsformat behölls till och med 1954. 1941 arrangerade ligan för första gången en all star-match.
Efter andra världskriget hade ligan en ny storhetstid. 1946 infördes den nya högstanivån inom MiLB, Triple-A, i stället för den tidigare högstanivån, Double-A. Pacific Coast League har därefter varit klassad som Triple-A förutom 1952–1957, då ligan hade den unika klassifikationen Open, vilket var ett steg högre än Triple-A men fortfarande under MLB.
1956 fick ligan sin första klubb i Kanada när en klubb flyttade till Vancouver.
Ligans framgångar lockade så småningom till sig två MLB-klubbar, New York Giants och Brooklyn Dodgers, vilka båda flyttade från New York till Kalifornien 1958. Detta innebar stora omvälvningar för Pacific Coast League, som inte längre var dominerande på västkusten. Flera väletablerade klubbar tvingades att flytta och ligan valde att lägga nya klubbar i framväxande städer som Phoenix, Spokane och Salt Lake City. Under 1960- och 1970-talen tvingades ytterligare klubbar att flytta när även San Diego och Seattle fick MLB-klubbar, och nya klubbar förlades så långt österut som Indianapolis och Little Rock.

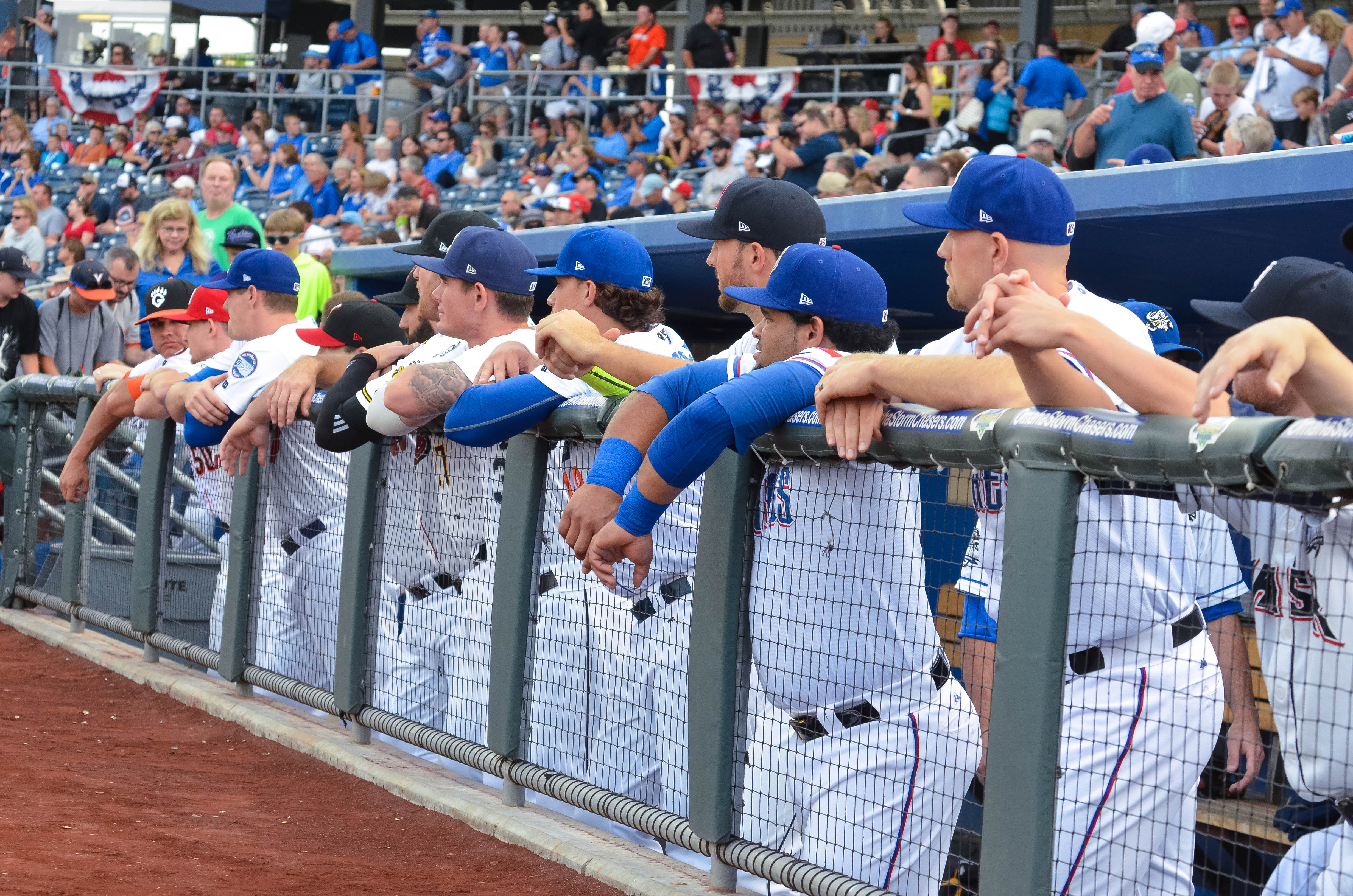
Pacific Coast Leagues spelare under all star-matchen 2015.

1963 delades ligan för första gången in i två divisioner, och segrarna av dessa möttes i ett slutspel för att kora ligamästaren. Detta format behölls till och med 1997. 1988 spelades för första gången en all star-match gemensamt för ligorna på Triple-A-nivån. Eftersom det vid den tiden fanns tre ligor på Triple-A-nivån bestod det ena laget i all star-matchen av spelare från farmarklubbarna till klubbar i American League och det andra av spelare från farmarklubbarna till klubbar i National League. 1998 fick ligan sex nya klubbar. Detta berodde dels på att en annan Triple-A-liga, American Association, lades ned (därifrån kom fem klubbar) och dels på att MLB utökades, vilket nödvändiggjorde ytterligare en klubb i Pacific Coast League. Efter utökningen fanns det 16 klubbar i ligan, och de delades in i två konferenser med två divisioner i varje. Samtidigt infördes ett nytt slutspelsformat. En av de nya klubbarna i MLB 1998 hamnade i Phoenix, varför Pacific Coast League-klubben där tvingades att flytta. Eftersom det nu bara fanns två ligor på Triple-A-nivån ändrades nivåns all star-match så att ena laget bestod av spelare från Pacific Coast League och det andra av spelare från International League. 1998 spelades också för första gången "Triple-A World Series" i Las Vegas mellan mästarna av Pacific Coast League och International League. 2000 spelades den tredje och sista "Triple-A World Series".
2001 satte klubben i Sacramento nytt ligarekord med sammanlagt 901 214 åskådare på sina hemmamatcher. Även hemmasnittet på 12 517 åskådare var ligarekord. Samma år ställdes finalen i slutspelet in på grund av 11 september-attackerna. Båda finalklubbarna utsågs till mästare. 2003 satte ligan nytt rekord för alla minor leagues med sammanlagt 7,08 miljoner åskådare. 2005 tvingades klubben i New Orleans att ställa in sina tre sista hemmamatcher på grund av orkanen Katrina. 2006 möttes mästarna av Pacific Coast League och International League för första gången sedan 2000. Matchen spelades i Oklahoma City och kallades "Bricktown Showdown". Detta blev en tradition som efter några år bytte namn till "Triple-A Baseball National Championship". Matchen spelades i Oklahoma City till och med 2010, men därefter spelades den i olika städer varje år till och med 2019.
Hela 2020 års säsong av MiLB, inklusive Pacific Coast League, ställdes in på grund av covid-19-pandemin. I februari 2021 genomförde MLB en stor omorganisation av MiLB som bland annat innebar att de gamla liganamnen ersattes av nya. För Pacific Coast Leagues del innebar omorganisationen att ligan fick namnet Triple-A West och minskades från 16 klubbar till tio. Av de 16 klubbar som fanns i ligan före omorganisationen fick nio vara kvar och dessutom tillkom en från Atlantic League (independent league). Av de andra sju klubbarna flyttades fyra över till International League (med det tillfälliga namnet Triple-A East), två flyttades ned en nivå till Texas League (med det tillfälliga namnet Double-A Central) och en flyttades ned tre nivåer till California League (med det tillfälliga namnet Low-A West). Efter att ha haft namnet Triple-A West 2021 återfick ligan namnet Pacific Coast League 2022 efter det att MLB förvärvat rättigheterna till de gamla liganamnen. Samtidigt fick ligan en ny logotyp.

## Klubbar
Pacific Coast League består av tio klubbar, som är indelade i två divisioner:
| Klubb                    | Stad                             | Moderklubb           |
| East Division            | East Division                    | East Division        |
| ------------------------ | -------------------------------- | -------------------- |
| Albuquerque Isotopes     | Albuquerque, NM                  | Colorado Rockies     |
| El Paso Chihuahuas       | El Paso, TX                      | San Diego Padres     |
| Oklahoma City Dodgers    | Oklahoma City, OK                | Los Angeles Dodgers  |
| Round Rock Express       | Round Rock, TX                   | Texas Rangers        |
| Sugar Land Space Cowboys | Sugar Land, TX                   | Houston Astros       |
| West Division            |                                  |                      |
| Las Vegas Aviators       | Las Vegas (Summerlin South), NV  | Oakland Athletics    |
| Reno Aces                | Reno, NV                         | Arizona Diamondbacks |
| Sacramento River Cats    | Sacramento (West Sacramento), CA | San Francisco Giants |
| Salt Lake Bees           | Salt Lake City, UT               | Los Angeles Angels   |
| Tacoma Rainiers          | Tacoma, WA                       | Seattle Mariners     |

## Spelformat
Grundserien består av 150 matcher och varar från början av april till slutet av september. Matchserierna består oftast av sex matcher som spelas tisdagar till söndagar med speluppehåll på måndagar. Klubbarna spelar oftare mot klubbarna i samma division än mot klubbarna i de andra divisionerna.
Till slutspel går vinnarna av de båda divisionerna, vilka möts i en enda avgörande final på en i förväg bestämd neutral arena. Mästarna får därefter möta mästarna av International League i en enda avgörande final på Triple-A-nivån, på samma arena som ligafinalen.

## Hall of fame

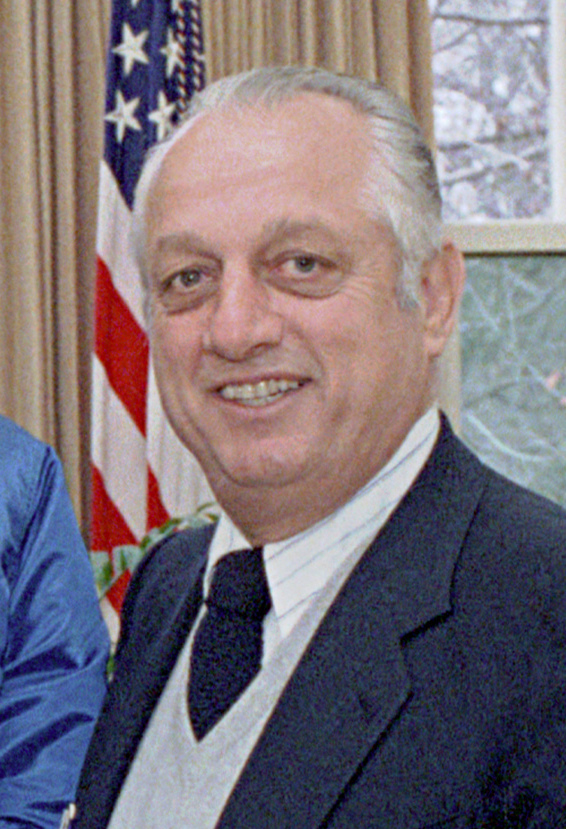
Tommy Lasorda valdes in i Pacific Coast Leagues hall of fame 2006.

Pacific Coast League har en egen hall of fame, vars första medlemmar valdes in 1943. Efter 1957 blev det dock ett långt uppehåll under vilket inga nya medlemmar valdes in. Först 2003 valdes nya medlemmar in igen.
Till och med 2018 har totalt 110 personer valts in i ligans hall of fame. Av dessa har åtta till och med 2022 även valts in i National Baseball Hall of Fame:
- Earl Averill
- Joe DiMaggio
- Tommy Lasorda
- Ernie Lombardi
- Edgar Martínez
- Gaylord Perry
- Casey Stengel
- Paul Waner